# Douis
Douis est une commune de la wilaya de Djelfa en Algérie. Elle relève de la daïra d'El Idrissia, se trouvant à 82 km du chef_lieu[pas clair].